# 潘逸安
潘逸安（1982年2月6日—），原名「潘祈諺」，台灣男演員。

## 外部連結
- 潘逸安的Facebook專頁
- 潘逸安的Instagram帳戶